# Johannes Regis
Johannes Regis noto anche come Jehan Leroy, (1425 circa – 1496 circa) è stato un compositore fiammingo appartenuto alla Scuola franco fiamminga. Egli era molto noto alla fine del XV secolo e il compositore con il maggior numero di opere nel Codice Chigi. Fu segretario di Guillaume Dufay.

## Biografia

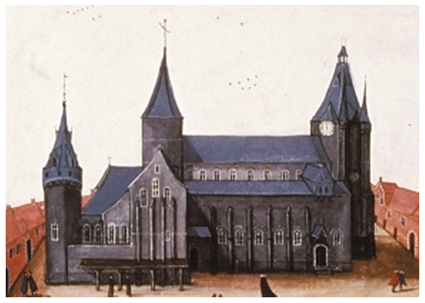
La Collégiale di Soignies

Nulla si conosce della sua vita fino al 1451, quando divenne maestro del coro nella chiesa di St Vincent a Soignies vicino a Cambrai. Questa era all'epoca un importante centro musicale e molti altri compositori noti vi si succedettero e fra questi Gilles Binchois, che probabilmente vi operò in contemporanea a Regis. La prima composizione databile di Regis è presente in un libro corale della Cattedrale di Cambrai, scritto fra il 1462 ed il 1465, ad indicare che potrebbe aver iniziato ad operare lì in quel periodo.
Fra il 1464 ed il 1474 fu segretario di Guillaume Dufay e probabilmente visse a Cambrai in tutto questo periodo. Agli inizi degli anni 1470 viene citato come uno dei maggiori compositori del tempo dal teorico musicale Johannes Tinctoris.
Morì probabilmente agli inizi dell'estate del 1496, poiché il suo posto venne dichiarato vacante in quel periodo, e non venne sostituito.

## Musica
Le uniche sue opere superstiti sono due messe, sette mottetti e due canzoni profane, entrambe dei rondeau; alcune altre composizioni sono menzionate da Tinctoris ed altri ma sono andate smarrite. Una delle sue opere smarrite era la Missa L'homme armé; datata intorno agli anni 1450 fu una delle prime messe conosciute basata su questo popolare motivo. Oltre a questa messa ne scrisse un'altra basata sullo stesso tema, Dum sacrum mysterium/Missa l'homme armé. Quest'ultima è a noi pervenuta ed è basata su di un massiccio lavoro contrappuntistico che utilizza in contemporanea fino a tre melodie preesistenti nelle quattro voci della messa. Regis è uno dei pochi compositori noto per aver scritto più di una messa basata sulla melodia L'homme armé.
Regis è uno dei primi compositori ad avere scritto musica a cinque voci, normalità nella futura generazione (per esempio nella musica di Josquin des Prez). Infatti, i suoi mottetti a cinque voci sembra siano stati utilizzati come modelli da compositori della generazione seguente come Loyset Compère, Gaspar van Weerbeke, Josquin e Jacob Obrecht.